# عبد الله البلياني
عبد الله البلياني (ت. 686 هـ / 1288 م) هو صوفي ، عارف بعلم الرمل.
هو أوحد الدين عبد الله بن مسعود بن محمد بن علي بن أحمد ابن عمر الحسيني البلياني. ولد في بليان (من أعمال كازرون). توفي يوم عاشوراء سنة 686 هـ.
من آثاره: «مفتاح الكنوز» و «رياض الصالحين».